# Lloyd Kelly
Lloyd Casius Kelly (* 6. října 1998 Bristol) je anglický profesionální fotbalista, který hraje na pozici středního obránce za anglický klub Newcastle United FC. Je také bývalým anglickým mládežnickým reprezentantem.

## Klubová kariéra

### Bristol City
Kelly se připojil k akademii Bristolu City v roce 2011. Svého debutu v A-týmu se dočkal 8. srpna 2017 při výhře 5:0 nad Plymouth Argyle v EFL Cupu. Kelly vstřelil svůj první ligový gól 26. prosince v utkání proti Readingu. Na konci sezóny 2017/18 byl zvolen nejlepším mladým hráčem klubu.
V průběhu sezóny 2018/19 se stal stabilním členem základní sestavy, když jej trenér Lee Johnson využíval zejména na pozici levého obránce. V sezóně odehrál 32 ligových zápasů a jedním gólem pomohl klubu ke konečné 8. příčce v EFL Championship.

### AFC Bournemouth
V červenci 2019 přestoupil Kelly do prvoligového Bournemouthu za částku okolo 13 milionů liber. V klubu debutoval 25. září při remíze proti Burtonu Albion v EFL Cupu. Svého debutu v nejvyšší anglické soutěži se dočkal až 24. června 2020, kdy odehrál posledních 8 minut utkání proti Wolverhamptonu Wanderers. Ve své první sezóně v klubu odehrál celkem 9 utkání a sestoupil s Bournemouthem do EFL Championship,
Ve druhém kole EFL Cupu, 15. září 2020, si poprvé ve své seniorské kariéře navlékl kapitánskou pásku a dovedl svůj tým k postupu přes prvoligový Crystal Palace. V sezóně 2020/21 se stal pravidelným členem základní sestavy Bournemouthu a 17. dubna 2021 vstřelil svojí první branku v klubu, a to při výhře 3:1 nad Norwichem City. Bournemouth ukončil ligovou sezónu na 6. příčce, která zajišťuje postup do play-off. V něm však podlehl, po výsledcích 1:0 a 1:3, Brentfordu.
V sezóně 2021/22 se Kelly stal zástupcem kapitána Stevea Cooka. Ten však strávil podzimní část sezóny na marodce a v lednu 2022 přestoupil do Nottinghamu Forest. Kelly nastoupil do úvodních 14 ligových zápasů v sezóně, ve kterých Bournemouth neprohrál. Tato čtrnáctizápasová série vyrovnala klubový rekord z roku 1961. Kelly vstřelil svoji první branku v sezóně 23. října při výhře 3:0 nad Huddersfieldem Town. Kelly tým dovedl ke konečné druhé příčce v lize a k postupu zpátky do Premier League.

## Statistiky
K 7. květnu 2022
| Klub         | Sezóna  | Liga           | Liga   | Liga | FA Cup | FA Cup | EFL Cup | EFL Cup | Celkem | Celkem |
| Klub         | Sezóna  | Liga           | Zápasy | Góly | Zápasy | Góly   | Zápasy  | Góly    | Zápasy | Góly   |
| ------------ | ------- | -------------- | ------ | ---- | ------ | ------ | ------- | ------- | ------ | ------ |
| Bristol City | 2016/17 | Championship   | 0      | 0    | 0      | 0      | 0       | 0       | 0      | 0      |
| Bristol City | 2017/18 | Championship   | 11     | 1    | 1      | 0      | 2       | 0       | 14     | 1      |
| Bristol City | 2018/19 | Championship   | 32     | 1    | 1      | 0      | 1       | 0       | 34     | 1      |
| Bristol City | Celkem  | Celkem         | 43     | 2    | 2      | 0      | 3       | 0       | 48     | 2      |
| Bournemouth  | 2019/20 | Premier League | 8      | 0    | 0      | 0      | 1       | 0       | 9      | 0      |
| Bournemouth  | 2020/21 | Championship   | 38     | 1    | 1      | 0      | 2       | 0       | 41     | 1      |
| Bournemouth  | 2021/22 | Championship   | 41     | 1    | 0      | 0      | 1       | 0       | 42     | 1      |
| Bournemouth  | Celkem  | Celkem         | 87     | 2    | 1      | 0      | 4       | 0       | 92     | 2      |
| Celkem       | Celkem  | Celkem         | 130    | 4    | 3      | 0      | 7       | 0       | 140    | 4      |